# Фортес Фильо, Агостиньо
Агостиньо Фортес Фильо (порт.-браз. Agostinho Fortes Filho; 9 сентября 1901, Рио-де-Жанейро — 2 мая 1966, Рио-де-Жанейро) — бразильский футболист, левый защитник. Участник первого чемпионата мира.

## Карьера
Агостиньо Фортес родился и вырос в Рио-де-Жанейро. Там же он пошёл в молодёжную команду клуба «Флуминенсе». 27 мая 1917 года футболист дебютировал в основном составе команды во встрече с «Фламенго» (2:0). Уже через два года он играл в национальной сборной в матче чемпионата Южной Америки с Аргентиной, в котором бразильцы победили со счётом 3:1. Во «Флу» защитник выступал до конца своей карьеры, с перерывом в «Палестре Италии», выиграв 4 чемпионата штата. Всего за клуб Фортес провёл 229 матчей (141 победа, 38 ничьих и 50 поражений) и забил 16 голов по другим данным 230 игр. В сборной он играл на нескольких чемпионатах Южной Америки, а также на первом чемпионате мира. Закончил карьеру Фортес из-за травмы в 1930 году. Последним матчем в карьере футболиста стала встреча 25 мая 1930 года с «Сирио Либанес» (2:4), в которой сам игрок был удалён с поля.

## Международная статистика
| Матчи Фортеса за сборную Бразилии | Матчи Фортеса за сборную Бразилии | Матчи Фортеса за сборную Бразилии | Матчи Фортеса за сборную Бразилии | Матчи Фортеса за сборную Бразилии | Матчи Фортеса за сборную Бразилии | Матчи Фортеса за сборную Бразилии |
| --------------------------------- | --------------------------------- | --------------------------------- | --------------------------------- | --------------------------------- | --------------------------------- | --------------------------------- |
| №                                 | Дата                              | Место проведения                  | Оппонент                          | Счёт                              | Голы                              | Турнир                            |
| 1                                 | 18 мая 1919                       | Рио-де-Жанейро                    | Аргентина                         | 3:1                               | —                                 | Чемпионат Южной Америки           |
| 2                                 | 25 мая 1919                       | Рио-де-Жанейро                    | Уругвай                           | 2:2                               | —                                 | Чемпионат Южной Америки           |
| 3                                 | 29 мая 1919                       | Рио-де-Жанейро                    | Уругвай                           | 1:0                               | —                                 | Чемпионат Южной Америки           |
| 4                                 | 11 сентября 1920                  | Винья-дель-Мар                    | Чили                              | 1:0                               | —                                 | Чемпионат Южной Америки           |
| 5                                 | 18 сентября 1920                  | Винья-дель-Мар                    | Уругвай                           | 0:6                               | —                                 | Чемпионат Южной Америки           |
| 6                                 | 25 сентября 1920                  | Винья-дель-Мар                    | Аргентина                         | 0:2                               | —                                 | Чемпионат Южной Америки           |
| 7                                 | 17 сентября 1922                  | Рио-де-Жанейро                    | Чили                              | 1:1                               | —                                 | Чемпионат Южной Америки           |
| 8                                 | 24 сентября 1922                  | Рио-де-Жанейро                    | Парагвай                          | 1:1                               | —                                 | Чемпионат Южной Америки           |
| 9                                 | 1 октября 1922                    | Рио-де-Жанейро                    | Уругвай                           | 0:0                               | —                                 | Чемпионат Южной Америки           |
| 10                                | 15 октября 1922                   | Рио-де-Жанейро                    | Аргентина                         | 2:0                               | —                                 | Чемпионат Южной Америки           |
| 11                                | 22 октября 1922                   | Рио-де-Жанейро                    | Парагвай                          | 3:0                               | —                                 | Чемпионат Южной Америки           |
| 12                                | 6 декабря 1925                    | Буэнос-Айрес                      | Парагвай                          | 5:2                               | —                                 | Чемпионат Южной Америки           |
| 13                                | 13 декабря 1925                   | Буэнос-Айрес                      | Аргентина                         | 1:4                               | —                                 | Чемпионат Южной Америки           |
| 14                                | 10 июля 1929                      | Рио-де-Жанейро                    | Ференцварош                       | 2:0                               | —                                 | Товарищеский матч                 |

## Достижения
- Чемпион штата Рио-де-Жанейро: 1917, 1918, 1919, 1924
- Чемпион Южной Америки: 1919, 1922
- Победитель турнира начала чемпионата Рио-де-Жанейро: 1925, 1927